# Székelyi Dániel
Székelyi Dániel (1995. június 26. –) magyar úszó.

## Pályafutása
2004-ben kezdett el úszni a Budafóka XII. SE csapatában. 2012-ben fordult a nyílt vízi úszás felé, amikor a junior országos bajnokságon 5000 méteren első lett; előtte főként medencés versenyeken indult. 2016-ban átigazolt az Egri Úszó Klubhoz.
2013-ban a nyílt vízi úszás ifjúsági Európa-bajnokságán a törökországi Kocealiben 7,5 km-en hetedik, a 3 km-es csapatversenyben (Szilágyi Nikolett és Kiss Attila csapattársaként) harmadik lett, majd a ciprusi Limassolban a 9. nemzetközi nyílt vízi úszó maratonon a 10 km-es számban ugyancsak bronzérmes lett.
2014 februárjában a dél-afrikai Howick mellett rendezett nyílt vízi hosszútávúszó nemzeti bajnokságon a 10 km-es versenyben harmadik helyen ért célba. A 2014-es úszó-Európa-bajnokságon Berlinben az 5 km-es távon 24. lett, a 25 km-es távot azonban féltávnál feladta. 2014 októberében a ciprusi nyílt vízi úszók nemzetközi bajnokságán a juniorok 10 km-es versenyében a kilencedik helyen végzett.
2015-ben a nyílt vízi úszók számára rendezett Európa-kupa-sorozat izraeli futamán, Eilatban az 5 km-es távon 8., a 10 km-es távon 3. lett. A 2015-ös úszó-világbajnokságon Kazanyban 5 km-en a 19. helyet, 25 km-en a 20. helyet, míg az 5 km-es csapatversenyben (Risztov Éva és Gyurta Gergely csapattársaként) a 7. helyet szerezte meg.
2016 márciusában a nyílt vízi úszás Európa-kupa-sorozatának eilati futamán a 10 km-es távon negyedik helyen ért célba. 2016. július közepén a nyílt vízi úszó-Európa-bajnokságon, a hollandiai Hoornban 5 km-en egyéniben hetedik, míg csapatban (Risztov Éva és Papp Márk csapattársaként) bronzérmes lett.
2017. július elején a nyílt vízi úszás Európa-kupa-sorozatának barcelonai futamán a 10 km-es távon a hatodik helyen végzett. Tagja volt a 2017-es budapesti úszó-világbajnokság magyar csapatának: 10 kilométeres nyílt vízi úszásban indult és ott a 21. helyen végzett.
A 2019-es kvangdzsui világbajnokságon 5 kilométeren 6. helyen végzett.